# Little Black Dress
Little Black Dress (en hangul, 마이 블랙 미니드레스; romanización revisada, Mai Beulraek Minideureseu) es una película surcoreana de 2011, protagonizada por Yoon Eun Hye, Park Han-byul, Cha Ye Ryun y Yoo In-na. Basada en la chick lit de 2009 My Black Mini Dress, escrita por Kim Min-seo, la película gira en torno a los sueños, fracasos y amistad de cuatro mujeres que aún siguen buscando una dirección en la vida.

## Argumento
Yoo-min (Yoon Eun Hye), Hye-ji (Park Han-byul), Soo-jin (Cha Ye Ryun) y Min-hee (Yoo In-na) eran amigas íntimas en la universidad. Mientras estudiaban teatro y cine en una universidad de élite, estuvieron unidas por su pasión por los clubes de Seúl y las tiendas de lujo, pero la vida no es tan fácil ahora que están en el mundo real. Sin tener idea acerca de qué hacer con su vida, Yoo-min toma un trabajo como ayudante de un famoso guionista de televisión con el fin de comprar un costoso vestido negro, pero su trabajo resulta ser la niñera de los gemelos de su jefe. La niña rica Min-hee planeaba estudiar en el extranjero, pero no irá a ninguna parte hasta que mejore su nivel de inglés. La socialité Hye-ji se vuelve famosa después de aparecer en un anuncio de Levi's, pero su recién adquirida fama crea una ruptura con sus amigas. Mientras la aspirante a actriz Soo-jin está en su límite después de fallar tantas audiciones, y las cosas se ponen peor cuando su padre se va a la quiebra.

## Reparto
- Yoon Eun Hye como Lee Yoo-min[5]
- Park Han-byul como Yoon Hye-ji.
- Cha Ye Ryun como Choi Soo-jin.
- Yoo In-na como Kang Min-hee.
- Choi Yoon-young como Kim Young-mi.
- Lee Yong-woo como Seok-won.
- Jeon Soo-kyung como escritor.
- Shin Dongho como Yoo Seung-won.
- Gil Eun-hye como ayudante de escritor.
- Lee Mi-do como chica preuniversitaria.
- Lee Chun Hee como Soo-hwan (cameo).
- Ko Chang-seok como director (cameo).
- Shin Seung-hwan como ayudante del director (cameo).
- Kim Kwang-kyu como el padre de la chica pre- universitaria (cameo).
- Moon Hee-kyung como madre de Yoo-min  (cameo).
- Baek Soo-ryun como abuela del ticket de lotería (cameo).
- Ko Kyu-pil como Yu-shin.